# Life After Life (sách của Moody)
Life After Life (tạm dịch: Kiếp sau) là cuốn sách do nhà tâm thần học Raymond Moody chấp bút vào năm 1975. Đây là bản báo cáo về nghiên cứu định tính mà Moody đã phỏng vấn 150 người từng kinh qua trải nghiệm cận tử (TNCT). Cuốn sách trình bày phần tư liệu tổng hợp của tác giả về cái chết như thế nào, được bổ sung qua những câu chuyện cá nhân. Trên cơ sở thu thập các trường hợp của mình, Moody đã xác định một tập hợp các yếu tố phổ biến trong TNCT:

- (a) tràn ngập cảm giác bình yên và hạnh phúc, bao gồm cả sự tự do thoát khỏi nỗi đau đớn.
- (b) ấn tượng về việc thoát ra ngoài thể xác vật lý của một người.
- (c) trôi nổi qua màn đêm bóng tối, đôi khi được mô tả như một đường hầm.
- (d) nhận biết được luồng sáng vàng rực không gây chói mắt.
- (e) gặp gỡ và có vẻ như đang giao tiếp với một "sinh linh ánh sáng".
- (f) hình ảnh trực quan về quá khứ của một người trôi qua liên tục nhanh chóng.
- (g) trải nghiệm một thế giới khác với nhiều vẻ đẹp tuyệt vời.

Life After Life đã bán được hơn 13 triệu bản, được dịch ra hàng chục thứ tiếng nước ngoài và trở thành tác phẩm bán chạy nhất thế giới, khiến chủ đề TNCT trở nên phổ biến và mở đường cho nhiều nghiên cứu khác về sau này.

## Đón nhận
Bằng chứng khả nghi về thế giới bên kia của Moody đã bị chỉ trích nặng nề là thiếu sót, cả về mặt logic và kinh nghiệm. Nhà tâm lý học James Alcock lưu ý rằng "[Moody] dường như phớt lờ rất nhiều tài liệu khoa học viết về trải nghiệm ảo giác nói chung, cũng như ông ấy nhanh chóng lấp liếm những hạn chế rất thực tế trong phương pháp nghiên cứu của mình."
Triết gia Paul Kurtz đã viết rằng bằng chứng TNCT của Moody dựa trên các cuộc phỏng vấn cá nhân và những câu chuyện mang tính giai thoại và không có phân tích thống kê nào về dữ liệu của riêng mình. Theo Kurtz, "không có bằng chứng đáng tin cậy nào cho thấy những người tường thuật trải nghiệm như vậy đã chết và quay trở lại, hoặc cho rằng ý thức tồn tại tách biệt với bộ não hoặc cơ thể".

## Bản dịch tiếng Việt
- Raymond Moody, Sự sống sau khi chết, Nguyễn Văn Sự dịch, Nxb. Lao Động, 2008, 212 trang.
- Raymond Moody, Kiếp sau – Nghiên cứu, khám phá về sự tồn tại sau cái chết, Lê Tuyên dịch, Lê Gia hiệu đính, Nxb. Tổng Hợp TP. Hồ Chí Minh, 2011, 208 trang.